# Campionati italiani di triathlon del 2004
I Campionati italiani di triathlon del 2004 (XVI edizione) sono stati organizzati dalla Federazione Italiana Triathlon e si sono tenuti a Peschiera del Garda in Veneto, in data 11 settembre 2004.
Tra gli uomini ha vinto Daniel Fontana (International 3 Sport), mentre la gara femminile è andata a Nadia Cortassa ( Fiamme Azzurre).

## Risultati

### Élite uomini
| Pos. | Atleta               | Società sportiva           | Nuoto    | Bici     | Corsa    | Totale   |
| ---- | -------------------- | -------------------------- | -------- | -------- | -------- | -------- |
|      | Daniel Fontana       | International 3 Sport      | 00:18:25 | 00:56:59 | 00:32:06 | 01:47:30 |
|      | Leonardo Fiorella    | Fiamme Oro                 | 00:18:04 | 00:57:13 | 00:32:16 | 01:47:33 |
|      | Andrea D'Aquino      | Carabinieri                | 00:18:21 | 00:57:01 | 00:32:12 | 01:47:34 |
| 4    | Stefano Belandi      | Fiamme Azzurre             | 00:18:20 | 00:56:59 | 00:32:18 | 01:47:37 |
| 5    | Alessandro Degasperi | Centro Trentino Triathlon  | 00:18:26 | 00:56:55 | 00:32:51 | 01:48:12 |
| 6    | Alessandro Bottoni   | Fiamme Azzurre             | 00:18:28 | 00:56:55 | 00:32:55 | 01:48:18 |
| 7    | Ivan Risti           | Triathlon Lecco            | 00:18:06 | 00:57:15 | 00:33:00 | 01:48:21 |
| 8    | Stefano Mosconi      | B2K Triathlon              | 00:19:56 | 00:55:27 | 00:32:59 | 01:48:22 |
| 9    | Gianfranco Mione     | Peperoncino Team           | 00:19:18 | 00:56:08 | 00:33:27 | 01:48:53 |
| 10   | Manuel Canuto        | Fiamme Oro                 | 00:18:14 | 00:56:59 | 00:33:42 | 01:48:55 |
| 11   | Giorgio Roveda       | DDS                        | 00:18:29 | 00:56:56 | 00:33:30 | 01:48:55 |
| 12   | Alberto Casadei      | Bianchi Mes3Sports         | 00:18:20 | 00:57:04 | 00:33:33 | 01:48:57 |
| 13   | Alessandro Terranova | Forze Armate Triathlon     | 00:19:51 | 00:55:29 | 00:33:37 | 01:48:57 |
| 14   | Emilio D'Aquino      | Carabinieri                | 00:18:17 | 00:57:05 | 00:33:51 | 01:49:13 |
| 15   | Francesco Cecchin    | Tri. Rari Nantes Marostica | 00:18:19 | 00:57:05 | 00:34:21 | 01:49:45 |
| 16   | Claudio Oriana       | Triathlon Lecco            | 00:18:14 | 00:57:07 | 00:34:49 | 01:50:10 |
| 17   | Luca Villa           | Fiamme Oro                 | 00:19:50 | 00:55:36 | 00:34:54 | 01:50:20 |
| 18   | Alessandro Grasso    | Triathlon Genova           | 00:19:40 | 00:55:49 | 00:35:01 | 01:50:30 |
| 19   | Francesco Sommariva  | Centro Trentino Triathlon  | 00:19:14 | 00:56:08 | 00:35:19 | 01:50:41 |
| 20   | Fabrizio Baralla     | Jhonny Triathlon           | 00:00:00 | 00:00:00 | 01:50:58 | 01:50:58 |

### Élite donne
| Pos. | Atleta              | Società sportiva      | Nuoto    | Bici     | Corsa    | Totale   |
| ---- | ------------------- | --------------------- | -------- | -------- | -------- | -------- |
|      | Nadia Cortassa      | Fiamme Azzurre        | 00:20:15 | 01:03:55 | 00:35:51 | 02:00:01 |
|      | Beatrice Lanza      | KTM Triathlon         | 00:20:17 | 01:03:51 | 00:36:44 | 02:00:52 |
|      | Silvia Gemignani    | DDS                   | 00:19:52 | 01:04:17 | 00:38:05 | 02:02:14 |
| 4    | Daniela Chmet       | DDS                   | 00:20:17 | 01:04:10 | 00:40:09 | 02:04:36 |
| 5    | Elisa Battistoni    | Atl. Desenzano        | 00:20:23 | 01:03:51 | 00:41:27 | 02:05:41 |
| 6    | Valentina Filipetto | Silca Ultralite       | 00:20:11 | 01:04:02 | 00:41:49 | 02:06:02 |
| 7    | Adelaide Cappellini | Fiamme Oro            | 00:20:15 | 01:03:59 | 00:41:53 | 02:06:07 |
| 8    | Laura Giordano      | Edera Triathlon Forlì | 00:24:07 | 01:05:44 | 00:37:08 | 02:06:59 |
| 9    | Daniela Locarno     | Minerva Roma          | 00:22:01 | 01:05:51 | 00:39:35 | 02:07:27 |
| 10   | Silvia Riccò        | Fiamme Azzurre        | 00:00:00 | 00:00:00 | 02:07:49 | 02:07:49 |
| 11   | Marta Gaiardelli    | Fiamme Azzurre        | 00:21:50 | 01:06:03 | 00:40:45 | 02:08:38 |
| 12   | Manuela Ianesi      | Läufer Club Bozen     | 00:20:31 | 01:07:25 | 00:40:52 | 02:08:48 |
| 13   | Elena Spaggiari     | Triathlon Lecco       | 00:20:36 | 00:00:00 | 01:49:42 | 02:10:18 |
| 14   | Arianna Viglino     | Valle d'Aosta         | 00:21:51 | 01:06:01 | 00:45:25 | 02:13:17 |
| 15   | Alice Cabianca      | Bianchi Mes3Sports    | 00:20:29 | 01:07:26 | 00:45:55 | 02:13:50 |
| 16   | Susanna Neri        | Jhonny Triathlon      | 00:29:26 | 01:05:28 | 00:42:39 | 02:17:33 |
| 17   | Maria Pezzarossa    | Hot Bike Triathlon    | 00:28:27 | 01:06:24 | 00:43:06 | 02:17:57 |
| 18   | Anna Quagliaro      | CUS Udine             | 00:28:21 | 01:08:35 | 00:42:13 | 02:19:09 |
| 19   | Tessa Caimi         | Pro Patria Acros      | 00:28:46 | 01:09:01 | 00:41:26 | 02:19:13 |
| 20   | Elisabetta Stampi   | CUS Ferrara           | 00:28:41 | 01:06:10 | 00:45:00 | 02:19:51 |